# 바부도르징 바상후
바부도르징 바상후(몽골어: Бавуудоржийн Баасанхүү, 1999년 11월 26일~)는 몽골의 유도 선수이다. 2024년 하계 올림픽 여자 엑스트라라이트급에서 은메달을 획득했으며, 세계 선수권 대회에서 금메달 1개를 획득했다. 